# Chalé

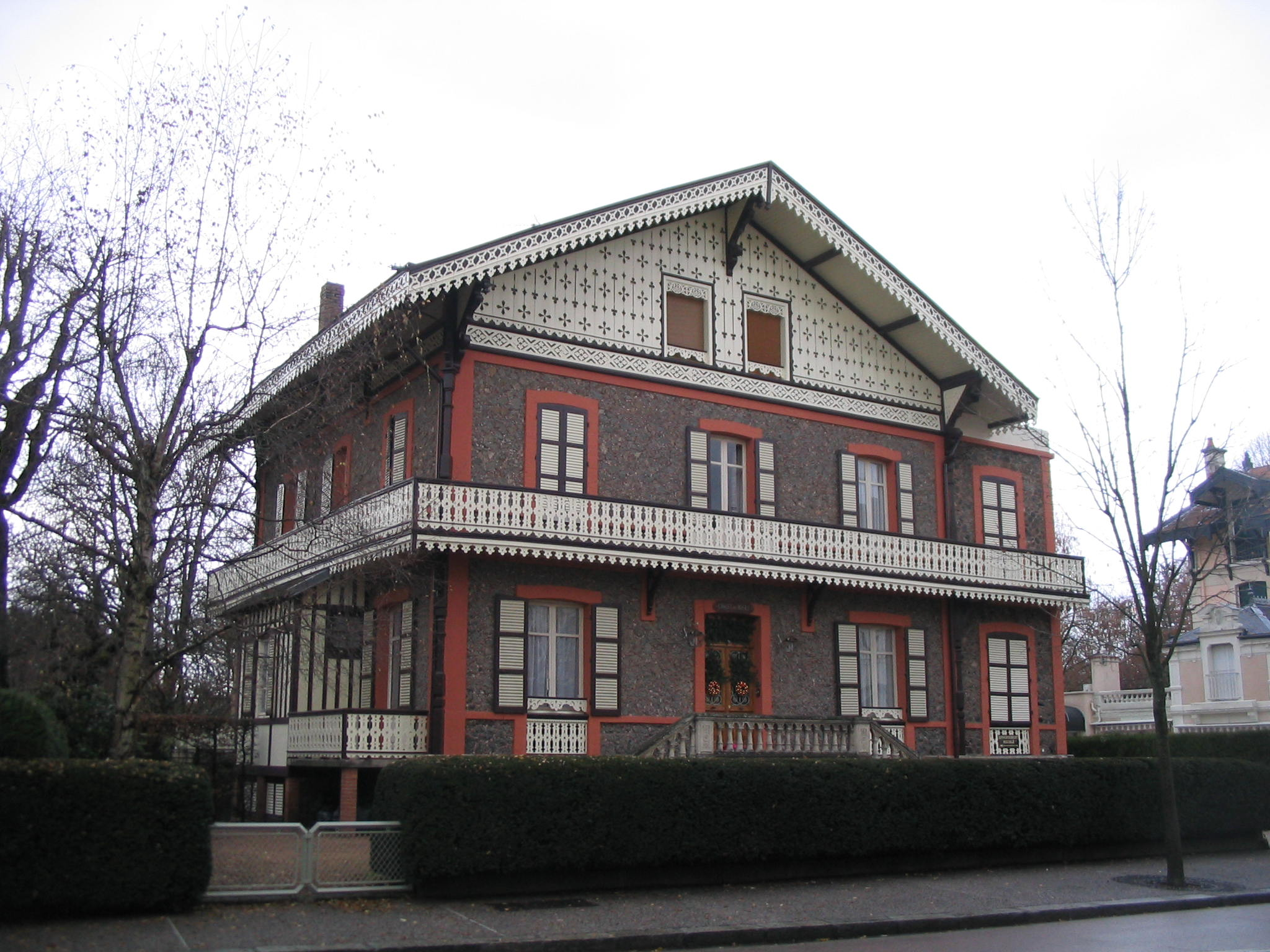
Chalet francés en Vichy.

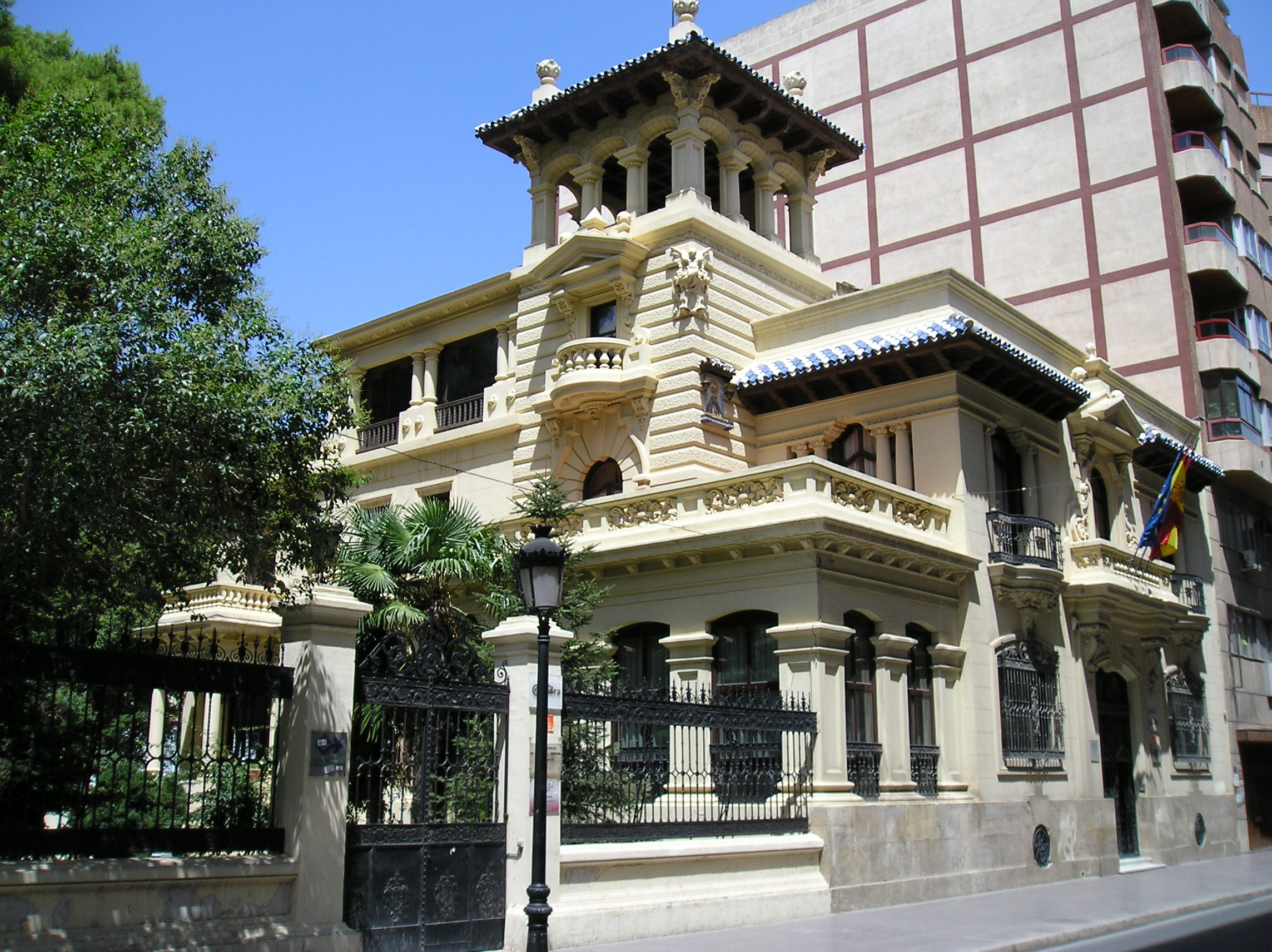
Chalet Fontecha, en Albacete (España).

Un chalé o chalet (del francés, chalet) es un edificio concebido principalmente para su uso como vivienda unifamiliar, que comparte terreno en una misma finca con una superficie sin construir, como un jardín o un patio adyacente, pero sin patio interior entre las habitaciones. En algunos lugares, a estas construcciones se las nombra como hoteles; en Cataluña, estas casas reciben el nombre de torres, tanto si son urbanas como si están en el campo. 
Se conoce como chalé de montaña o chalé suizo a una vivienda de montaña hecha tradicionalmente de madera, aunque con bases de piedra, característico en la región Alpina y en la Cordillera del Jura. Se trata de una vivienda unifamiliar que además puede tener usos muy diversos, ya que además de vivienda sirve también de establo, granero, taller, almacén etc. Tradicionalmente se construye de tres plantas, teniendo cada una de ellas un propósito específico atendiendo a las distintas estaciones del año. Recientemente el uso de los chalets ha dejado de tener este propósito de vivienda campestre y, aunque se siguen construyendo con una arquitectura similar o se remodelan las viejas viviendas, se emplean ahora con fines turísticos: restaurantes, hoteles y viviendas vacacionales.

## Definición y origen

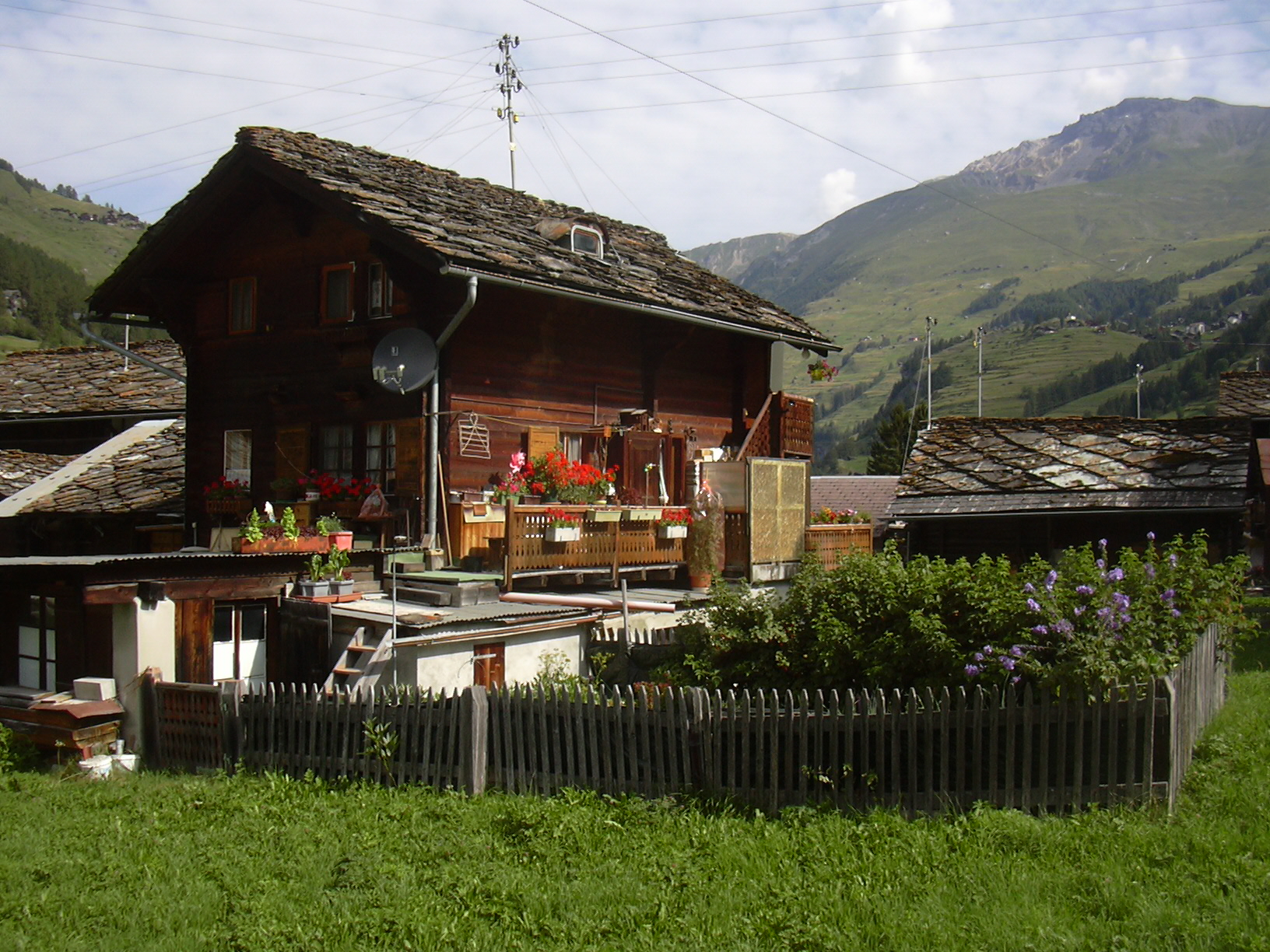
Chalet Suizo en Les Haudères, Cantón del Valais.

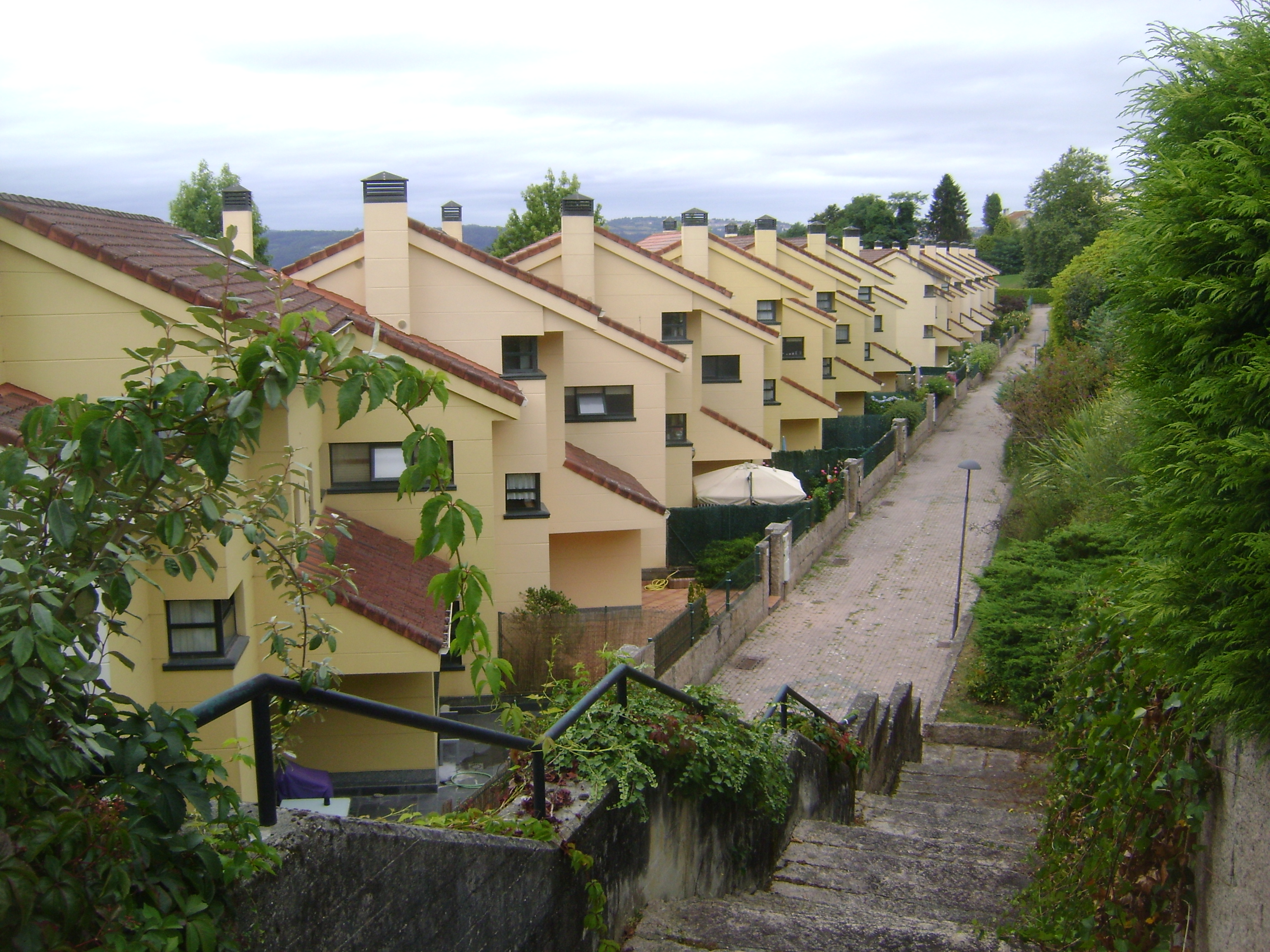
Urbanización de chalets en Montrove, Oleiros, Galicia, España.

El diccionario Merriam-Webster define un chalé como «una vivienda de madera con un tejado en pendiente y con alero sobresaliente, común en Suiza y otras regiones Alpinas». El término hoy día es usado para referir a cualquier casa de campo o alojamiento construido según este estilo o similar.
El término chalet proviene de la Suiza francoparlante y en un principio denominaba a la vivienda de un pastor.
Muchos chalés de los Alpes europeos fueron usados originariamente como granjas estacionales para el ganado de tambo o trashumante que sería luego criado en los pastos de las tierras altas durante el verano y estabulado durante el invierno. Los pastores y sus familias vivían en el chalet, en el piso intermedio, teniendo el ganado los establos en el piso inferior o planta baja y el pajar o granero en el piso superior con techo a dos aguas. Los campesinos fabricaban queso y mantequilla como forma de conservar la leche producida. Esta disposición arquitectónica de los chalets permitía aprovechar al máximo las posibilidades térmicas de la vivienda para adaptarlas al cambio de las estaciones: durante el invierno, el ganado estaba en la planta baja (en los establos) y servía de calefacción a toda la casa con la fermentación del abono que producían con la paja del suelo. Y también en el invierno, el techo a dos aguas cubría el granero o pajar, el cual tenía un efecto aislante del frío ambiental (aire y nieve acumulada en el techo). 
Durante el verano, el ganado era llevado a los pastos de montaña (pastos alpinos, que en América del Sur corresponderían a la vegetación paramera) donde los pastores tenían una o dos chozas similares a los chalets pero mucho más precarias, ya que solo servían para resguardarse y de majada en los alrededores para que los animales pasaran la noche. El traslado hacia los pastos alpinos avanzaba en altura a medida que las nieves iban derritiéndose durante la primavera, llevado a cabo por los pastores pertenecientes a la familia y que tradicionalmente eran jóvenes de ambos sexos, especialmente, varones.
El chalé tiene ciertas semejanzas con la masía, que también es una vivienda con funciones mayoritariamente agrícolas, aunque esta última era una casa de gran tamaño que no empleaba la madera en su construcción, y que se dedicaba a tareas más agrícolas que ganaderas en parcelas bastante extensas. También tiene muchas semejanzas con las casas rurales gallegas y con los caseríos vascos, más en cuanto a su origen, arquitectura y funciones que en cuanto a los materiales de construcción.

## La vida cotidiana en un chalé tradicional

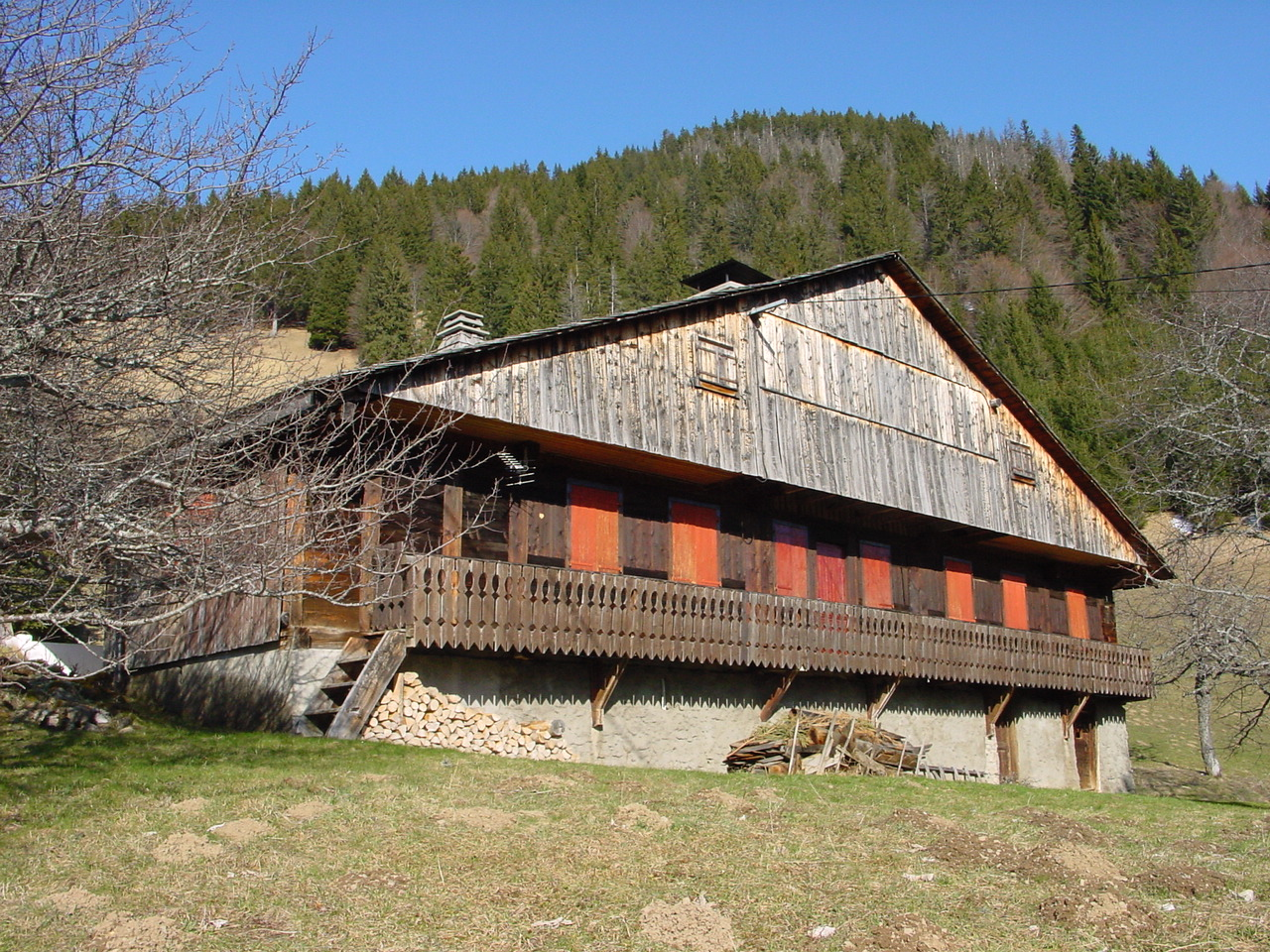
Chalet tradicional en el Valle de la Abundancia, Alta Saboya, Francia.

En las regiones montañosas de Suiza, Francia, Austria y el sur de Alemania, los chalés constituyeron en el siglo XIX y gran parte del XX, el centro de la vida rural y de las técnicas tradicionales de la manufactura agroindustrial. La distribución minuciosa del tiempo y de las numerosas tareas que se requerían llevaban como resultado una elevada productividad, un nivel de vida elevado y multitud de trabajos artesanales que ocupaban a los miembros de cada familia durante las largas noches del invierno, cuando ya no tenían muchas ocupaciones ni fuera ni dentro del chalet, salvo preparar el pienso para los animales y ordeñar, entre otras ocupaciones menores. Es así como surgieron las empresas familiares que fueron desarrollando las industrias de los juguetes de madera (Alemania y Suiza), los relojes cucú (Alemania), instrumentos de diversos tipos, orfebrería, talabartería, mueblería y, sobre todo, relojería, especialmente en el Jura, tanto suizo como francés, sobre todo en algunas ciudades de pequeño tamaño, como La Chaux-de-Fonds y Le Locle. Lo asombroso de las grandes empresas relojeras suizas es que surgieron de iniciativas familiares en pueblos pequeños, donde el trabajo era centralizado en un taller, al cual llevaban los relojes y sus piezas, muchos habitantes de esos chalés dispersos en las montañas. Era una artesanía muy bien organizada y rentable. Sin embargo, es importante señalar que esta situación ha ido cambiando en tiempos recientes y la gran producción relojera se ha masificado y concentrado en ciudades más grandes (Ginebra, por ejemplo), tanto en Suiza como en otras partes. Un cronograma de trabajo minuciosamente detallado de las tareas de los campesinos en los Alpes apareció en un texto francés de R. Josse de 1971.

### Ocupaciones de primavera
Cuando deja de nevar y los días se alargan, los varones de cada familia campesina dejaban la casa para dirigirse, los mayores hacia zonas más bajas y planas, es decir, al valle para cultivar la tierra y sembrar heno, alfalfa y cereales y los menores y algún pariente mayor, un poco después, para llevar el ganado (las vacas y las crías recién nacidas) a la zona de los pastos que hay ladera arriba, áreas de pequeños bosques con algunos claros en los que abundan los pastos, y donde el ganado pasta hasta que se produce el deshielo más arriba de los bosques, que es donde en verdad crecen los pastos alpinos, ya que aquí no se dan árboles (porque los inviernos son largos por la altura) pero sí pastos que crecen durante los meses de más calor (fines de primavera hasta comienzos del otoño). Es la época de cambios y de unas actividades inacabables, tanto para los hombres como para las mujeres.

### Ocupaciones del verano

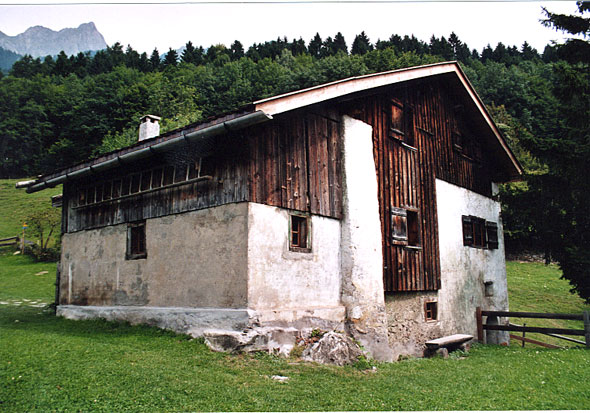
La cabaña de Heidi en Maienfeld, construida según las descripciones de la novela de Johanna Spyri representa un ejemplo bastante elemental de chalet.

El verano también es una época de mucho trabajo para la familia campesina (que por lo general es una familia extendida y con bastantes hijos) ya que además de cuidar los campos de cultivo, los hombres deben ayudar en la casa, construyendo gallineros, reparando cercas, llevando los quesos curados al mercado más próximo, elaborando embutidos y víveres para el invierno y otras tareas mientras que las mujeres deberán realizar todas las demás tareas, que son muchas y muy diversas, además de ayudar a los demás miembros de la familia. El chalet se encuentra en esta época, sin ganado en el piso bajo y sin paja en el segundo piso, con lo que es una casa mucho más fresca y ventilada. Debemos recordar que los chalets de montaña tienen casi siempre el frente de la vivienda dirigido hacia el sur ya que se trata del hemisferio norte. Por ello mantiene el calor en el invierno y es más fresca en el verano. Como puede verse en el chalet tradicional de la imagen, el segundo piso o granero tiene una amplia ventana (está cerrada en la imagen) que sirve para subir y bajar las pacas de heno o paja y los demás alimentos para el ganado mediante unas barras y un juego de poleas.

### El otoño
Esta es la época de recogida del ganado que tiene que bajar primero de las praderas más altas porque allí comienza a nevar primero, volviendo a ocupar el establo. Todos ayudan en estas tareas. Y también es la época de siega y la preparación del alimento del ganado para el invierno (balas de heno, cereales, etc.). Y comienzan a hacerse más cortos los días y comienza también el ciclo más minucioso y ordenado del trabajo doméstico.

### El invierno
Como ya se ha visto, el invierno es la época en la que el chalet se convierte en una pequeña fábrica: mantequilla, queso, artesanías diversas. Las vacas están preñadas para ir renovando el ganado cuando nazcan los terneros en la primavera.

## Ecología y arquitectura

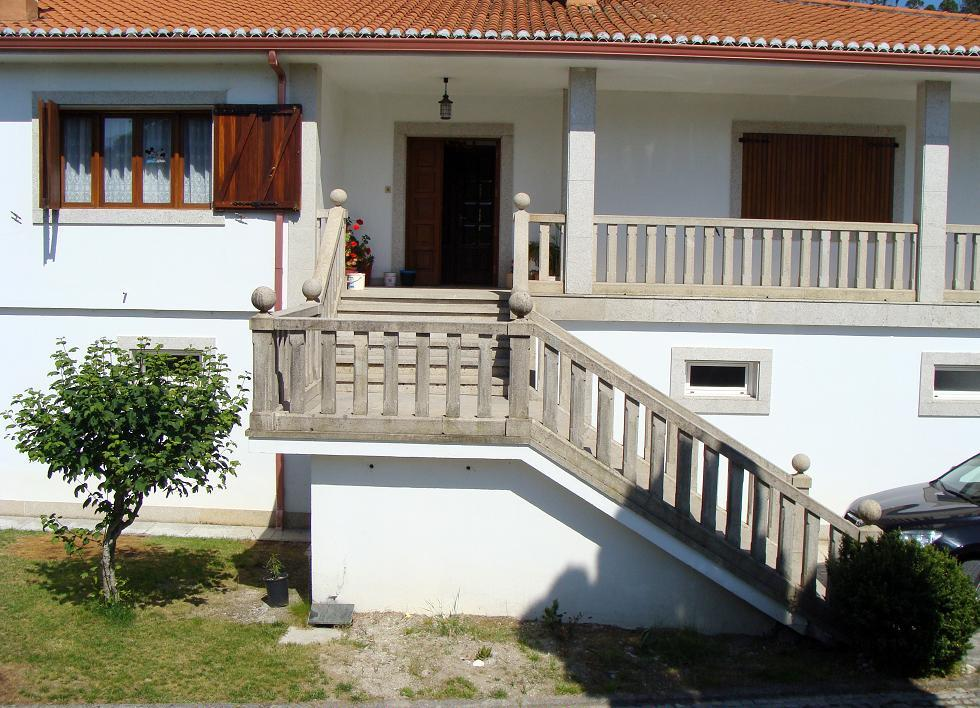
Vivienda rural gallega convertida en vivienda unifamiliar moderna ahora sin actividades pecuarias.

Hay muy pocos ejemplos de vivienda tradicional en el mundo que estén tan armoniosamente entrelazados los detalles arquitectónicos con los ecológicos, como en el caso de los chalets suizos: es una vivienda perfectamente adaptada al clima, al relieve, a la topografía de las montañas y a la sociedad rural alpina donde se desarrolló originalmente. Existe una enorme gama en la calidad y funciones de vivienda campestre entre los distintos chalets, desde la cabaña más precaria hasta el chalet más suntuoso como podemos ver al comparar las imágenes incluidas en este artículo, pero en todas ellas subyace una misma interpretación ecológica de las funciones que debe tener una vivienda de montaña. Algo parecido ocurre con los iglús esquimales, la yurta mongol y las granjas de los amish en Pensilvania (Estados Unidos), pero la adaptación a la ecología de la zona es sin duda menor en lo que respecta a los detalles minuciosos. Por ejemplo, muchos chalets adosados a montañas con fuerte pendiente suelen estar abiertos hacia el sur y prácticamente enterrados en la ladera por su parte norte, donde las ventanas casi desaparecen. También el balcón cubierto que pone en comunicación los ambientes de la vivienda rodea todo el chalet excepto por su parte norte. Desde luego esto hace que sea una vivienda exclusivamente diseñada para las vertientes de solana, como explica Jean Gottmann en su Geografía de Europa, obra publicada originalmente en inglés, pero que fue traducida poco después al francés y al español. En esta obra se incluye un mapa esquemático del valle alto del Ródano (que está orientado del noreste a suroeste) en el que se ve que casi la totalidad de las pequeñas aldeas, caseríos y viviendas aisladas (chalets) están ubicados en la ladera norte del valle, es decir, de cara al sol al mediodía.

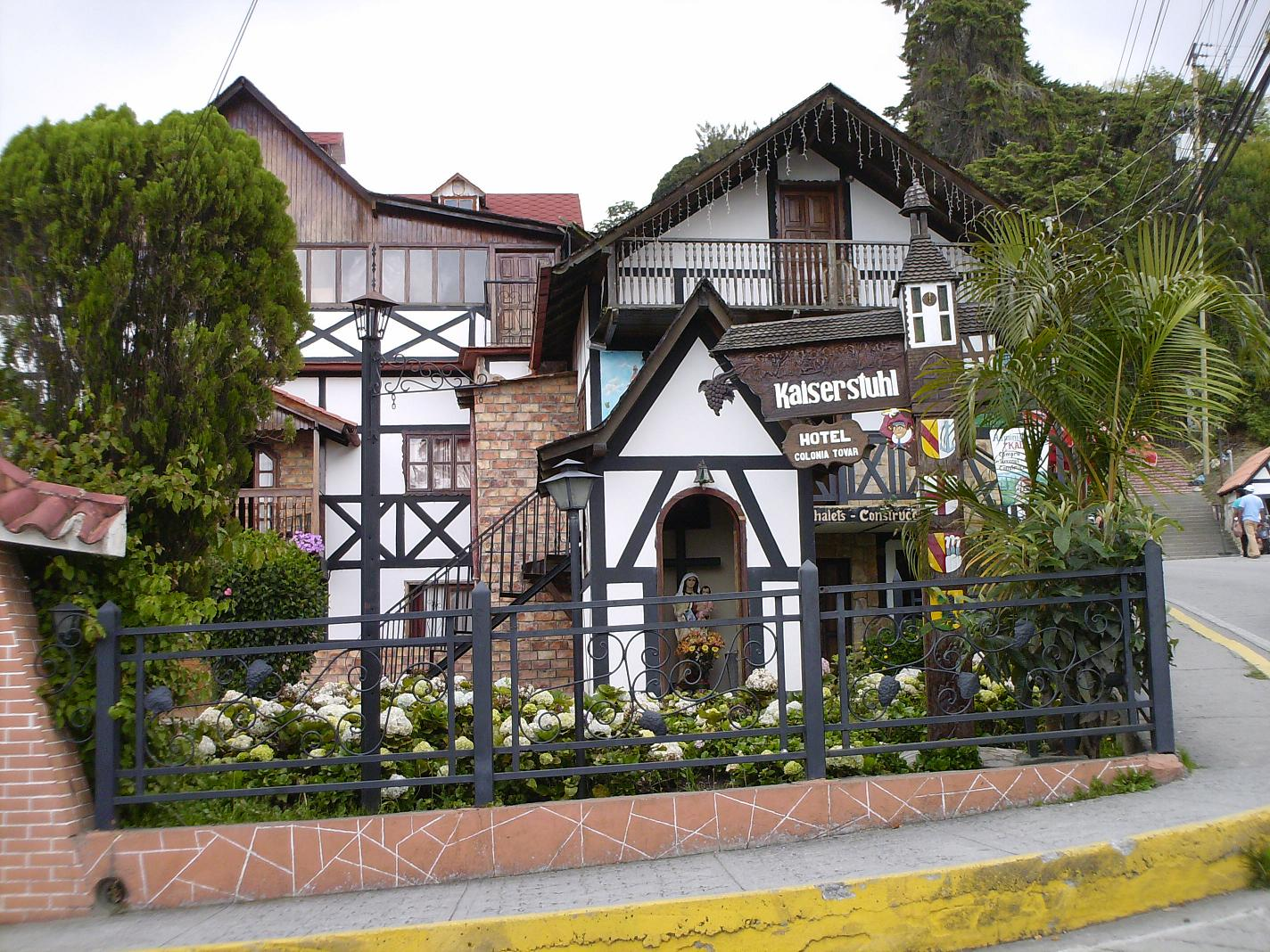
Chalé en la Colonia Tovar, construido con fines turísticos.

Los chalets típicos han sufrido modificaciones a lo largo del tiempo. Así, el granero superior puede verse construido en un edificio aparte denominado raccard, que en español sería equivalente a hórreo. Esto puede suceder en los casos en los que las necesidades de espacio lo exigen o desde un principio, con el fin de optimizar la capacidad de almacenamiento del granero.
La arquitectura típica de los chalets alpinos se ha trasladado a otras partes del mundo de características algo distintas. Es el caso de la Colonia Tovar en Venezuela, de los pueblos y caseríos alemanes del sur de Brasil, Argentina y Chile, y en otros lugares del mundo.

## Chalet como residencia de vacaciones

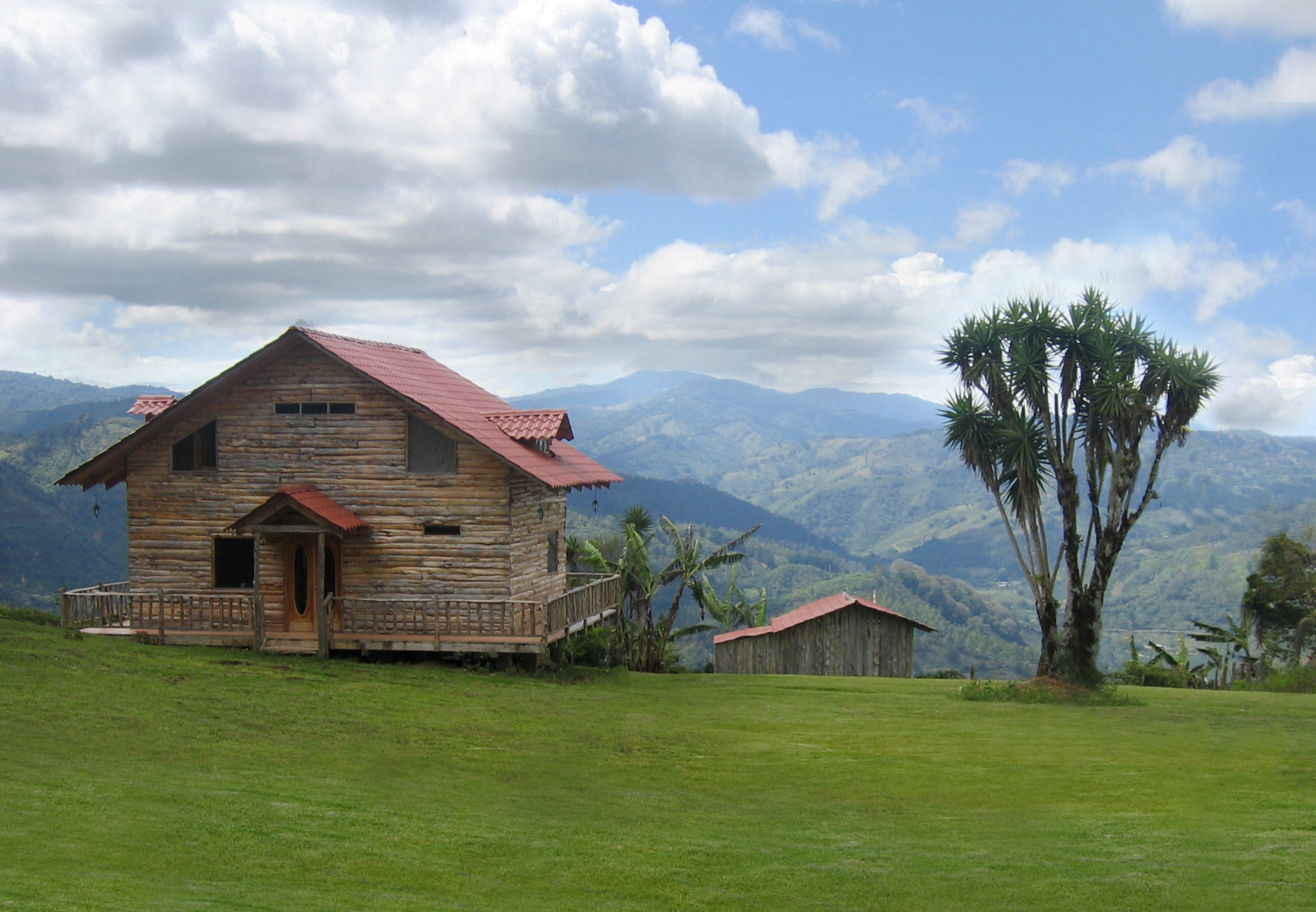
Un chalet al este de Orosi, Costa Rica.

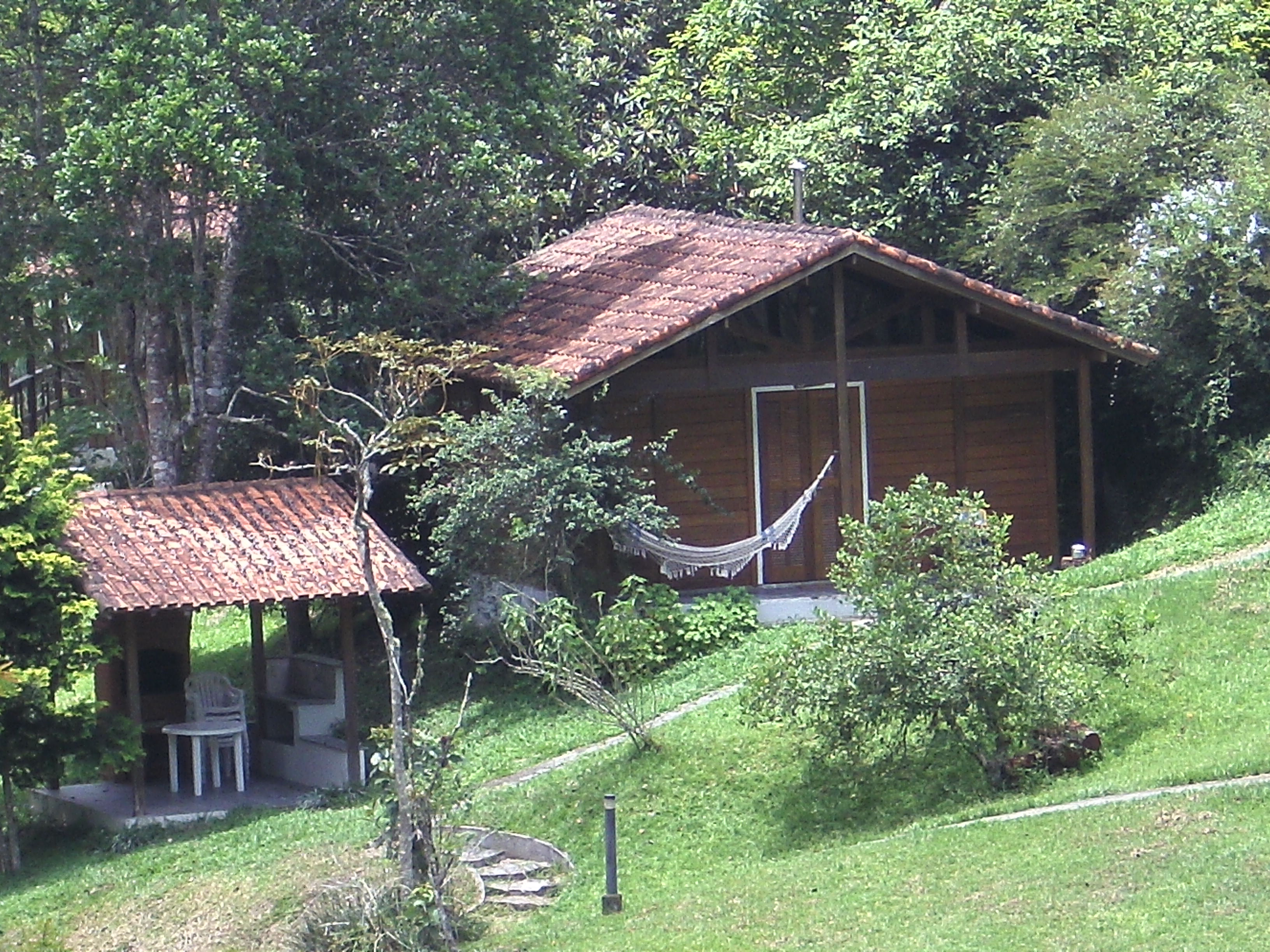
Un chalet en Juquitiba, Brasil.

Desde hace muchos años numerosos chalets son usados como hostales por las familias o grupos de viajes, reservados a tal fin por turistas particulares o por operadores de viaje. Es el uso y significado que se le da en España, donde no suele existir nada parecido al chalet suizo (salvo en los Pirineos, en los caseríos vascos y en las viviendas rurales gallegas) de manera que al decir chalet en España, se piensa más en una segunda residencia vacacional en la playa, el campo o la montaña, (especialmente en esta última parte) y no en una vivienda destinada a la ganadería lechera en establos, aunque conservan algunas veces su estilo de vivienda en varios niveles. El ejemplo de la Cámara de Comercio de Albacete que se incluye aquí tiene este sentido y se refiere a una especie de palacete o vivienda turística de características totalmente distintas a un verdadero chalé. En general, los chalets como viviendas turísticas han ido abandonando el nombre de chalé, como sucede en catalán, donde reciben el nombre de torres.
El término chalet se usa también en la industria de hotelería para describir pequeñas casas de campo o cabañas separadas (algunas veces llamadas dúplex o triplex), incluyendo recursos de playa. Estos chalets pueden ser similares a apartamentos de estudio con instalaciones de cocina y cuarto de baño.

## Uso en Norteamérica
En las zonas de esquí en Norteamérica «chalet» también se usa para describir edificios de cafeterías caseras y otros servicios turísticos, aun cuando su apariencia sea distinta de los chalets tradicionales suizos.